# Đội tuyển Davis Cup Uruguay
Đội tuyển Davis Cup Uruguay đại diện Uruguay ở giải đấu quần vợt Davis Cup và được quản lý bởi Hiệp hội Quần vợt Uruguay.
Uruguay từng thi đấu ở Nhóm II kể từ khi xuống hạng năm 1996. Năm 2007, đội thắng trận chung kết Nhóm II khu vực châu Mỹ trước Paraguay mà không thua trận nào, và hiện tại thi đấu ở Nhóm I khu vực châu Mỹ kể từ năm 2008.

## Lịch sử
Uruguay lần đầu tiên tham gia Davis Cup vào năm 1931. Thành tích tốt nhất của đội là vào đến Play-off Nhóm Thế giới, năm 1990 (thua Mexico), 1992 (thua Hà Lan), và 1994 (thua Áo).

## Đội hình hiện tại (2014)
- Pablo Cuevas
- Martín Cuevas
- Ariel Behar
- Rodrigo Senatore